# Pete Domenici

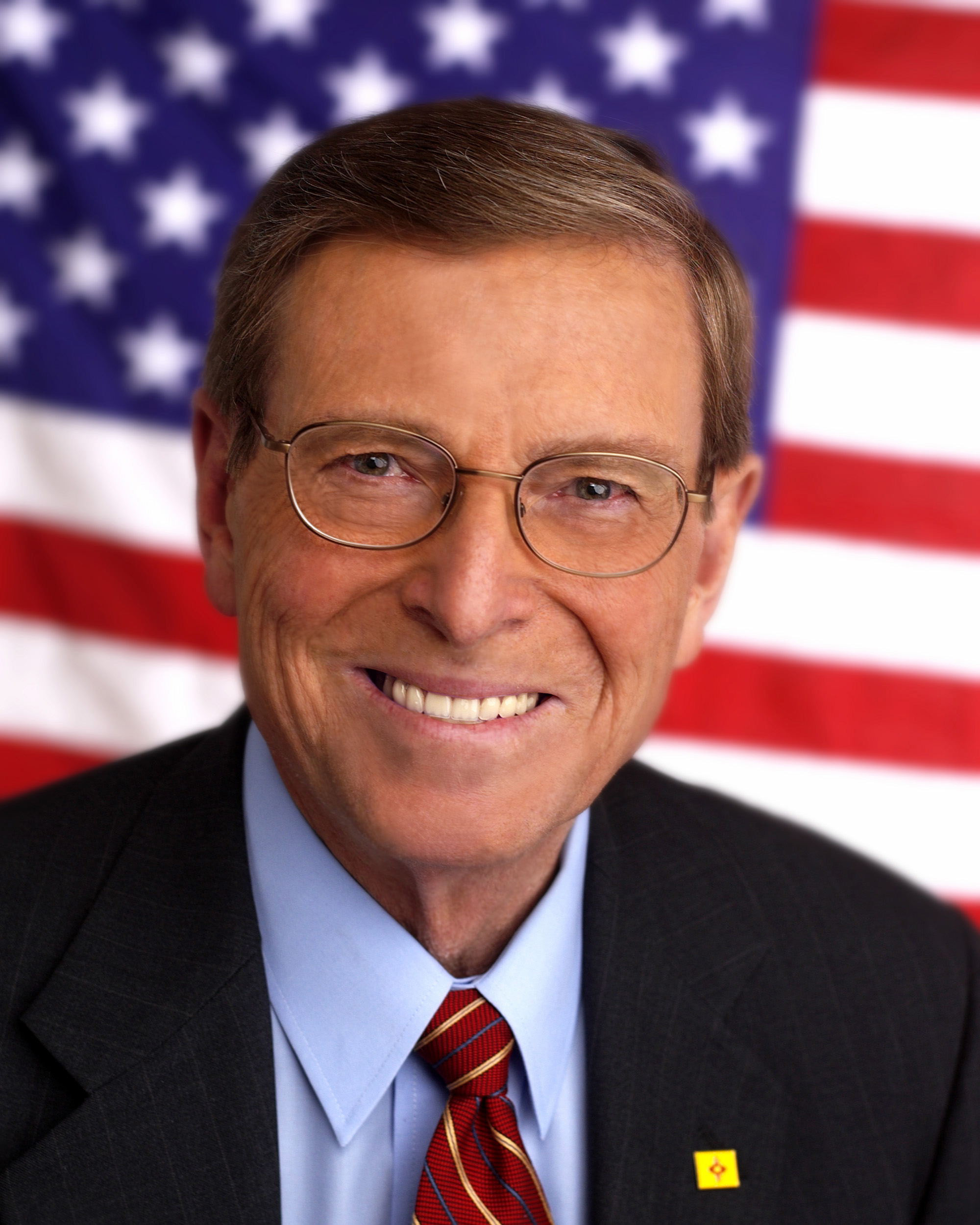
Pete Domenici

Peter Vichi „Pete“ Domenici (* 7. Mai 1932 in Albuquerque, New Mexico; † 13. September 2017 ebenda) war ein US-amerikanischer Politiker (Republikanische Partei). Er gehörte von 1973 bis 2009 dem US-Senat als Vertreter des Bundesstaates New Mexico an.
Pete Domenici wurde als eines von fünf Kindern italienischer Einwanderer in Albuquerque geboren. Er schloss 1950 die St. Mary’s High School ab. 1954 machte er seinen Hochschulabschluss an der University of New Mexico und 1958 an der University of Denver. Danach arbeitete er als Jurist in Albuquerque. 1958 heiratete er Nancy Burk. Mit ihr bekam er zwei Söhne und sechs Töchter (Lisa, Peter, Nella, Claire, David, Nanette und die Zwillinge Paula und Helen).
Domenici begann seine politische Karriere 1966, als er zum Stadtbeauftragten in Albuquerque gewählt wurde. 1967 wurde er Vorsitzender der Stadtkommission in seiner Heimatstadt, was zu dieser Zeit dem Amt des Bürgermeisters entsprach. 1970 verlor er die Wahl zum Gouverneur New Mexicos gegen Bruce King, jedoch wurde er 1972 zum Senator des Staates gewählt. 1978 gewann er mit knapper Mehrheit gegen den späteren Gouverneur Toney Anaya; die Wiederwahlen in den Jahren 1984, 1990, 1996 und 2002 entschied er dann jeweils sehr deutlich für sich. Im Senat saß er unter anderem im einflussreichen Bewilligungsausschuss.
Im Oktober 2007 gab Domenici bekannt, aus Gesundheitsgründen nicht für eine weitere Wiederwahl zum Senat anzutreten. Er schied im Januar 2009 aus dem Kongress aus; sein Nachfolger wurde der Demokrat Tom Udall.
Am 13. September 2017 verstarb Domenico 85-jährig an Komplikationen nach einer Bauchoperation.